# Marcel Lejoly
Marcel Lejoly, né le 25 février 1948 et mort le 16 août 2024[réf. nécessaire], est un homme politique belge germanophone, membre du SP. Il est professeur d'histoire et a travaillé dans divers cabinets ministériels.
De 1981 à 1988, il a été membre du Parlement de la Communauté germanophone pour le SP et, de 1983 à 1988, conseiller municipal de Raeren. Il devient ministre communautaire de 1984 à 1986 dans le premier exécutif sous la responsabilité de Fagnoul, avec comme portefeuille la Jeunesse, l’Éducation permanente, le Patrimoine culturel et les Médias.
Il termine sa carrière politique en tant que commissaire d'arrondissement adjoint pour les cantons Eupen-Malmedy-Saint-Vith à Malmedy de 1989 à 2008.

## Sources
1. ↑  CV Lejoly